# Bán đảo Yamal

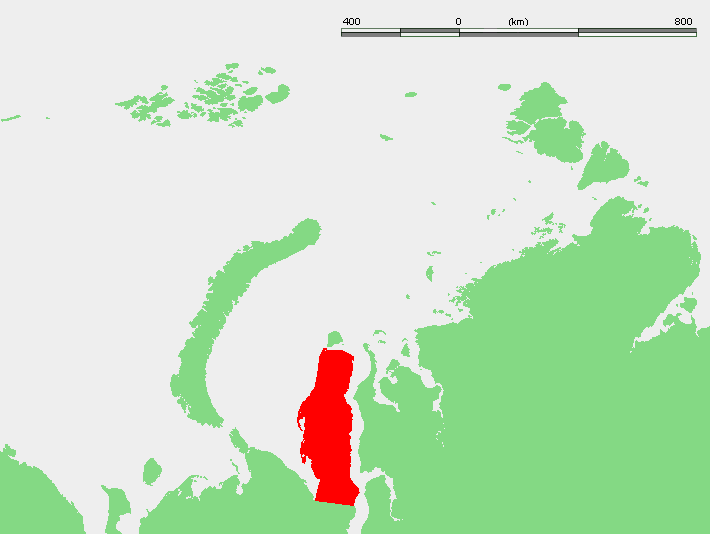
Bán đảo Yamal được biểu thị màu đỏ.

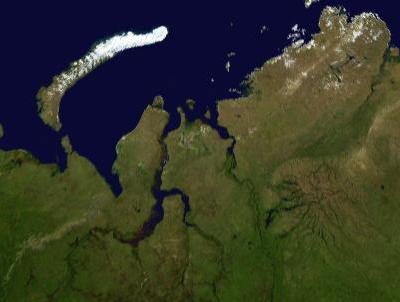
Bán đảo Yamal nhìn từ vệ tinh

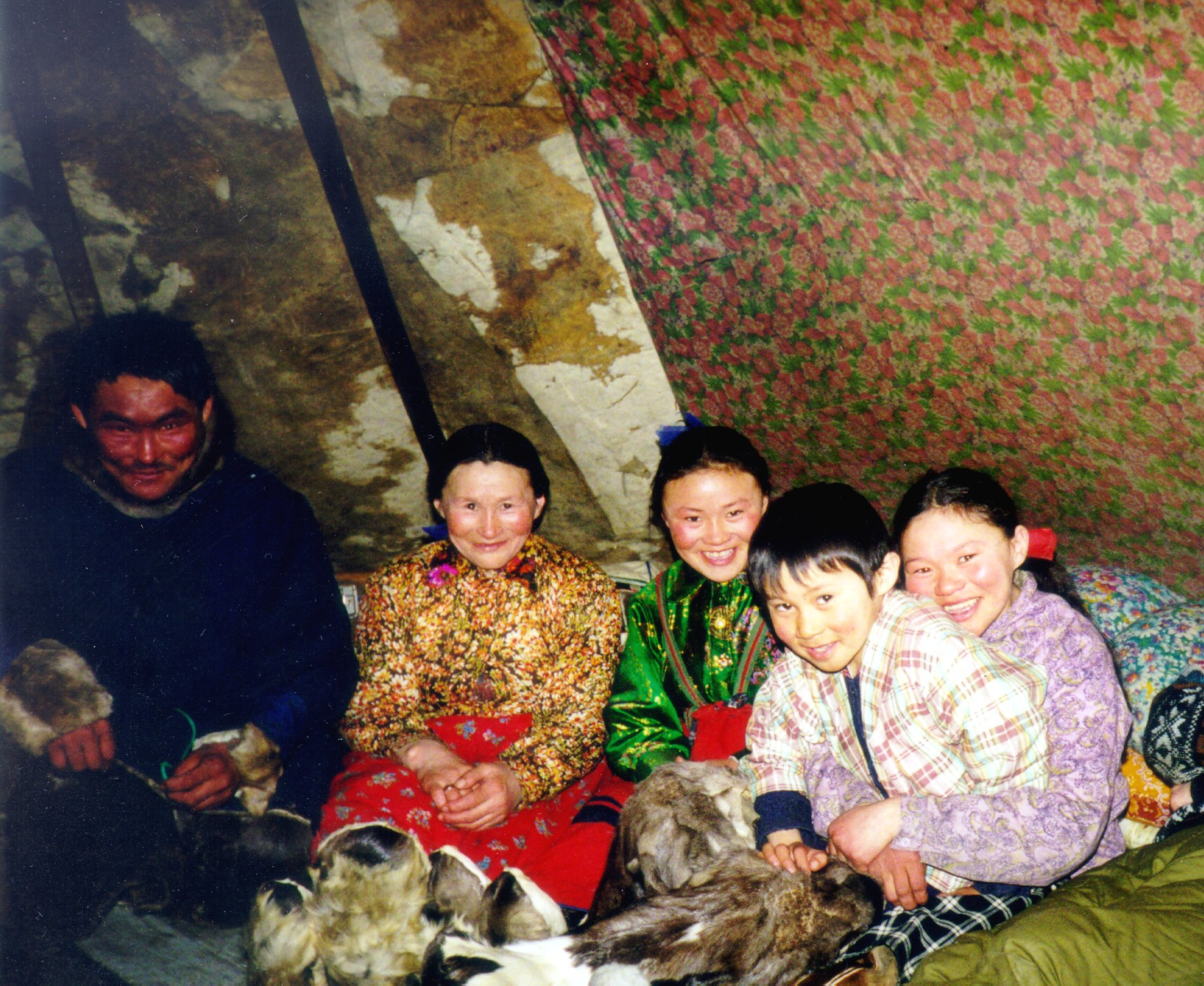
Một gia đình người Nenets

Yamal (tiếng Nga: полуо́стров Яма́л) là một bán đảo thuộc huyện tự trị Yamal-Nenets, nằm ở vùng Tây Bắc Siberia của Nga. Bán đảo Yamal chạy dài khoảng 700 km (435 dặm) từ bắc đến nam, giáp biển Kara, Vịnh Baydaratskaya về phía Tây, và vịnh Ob về phía Đông.

## Tên gọi
Trong tiếng Nenets (ngôn ngữ của cư dân địa phương), "Yamal" có nghĩa là "End of the World".

## Địa chất
Bán đảo bao gồm chủ yếu là các tầng đất đóng băng vĩnh cửu, địa chất kiến tạo ở đây tương đối trẻ, chưa đến 10.000 năm tuổi.

## Sinh vật
Tại Liên bang Nga, bán đảo Yamal là nơi có truyền thống chăn nuôi tuần lộc với quy mô lớn được bảo tồn tốt nhất. Trên bán đảo, hàng ngàn người Nenets và người Khanty chăn nuôi khoảng nửa triệu con tuần lộc. Đồng thời, Yamal là nơi sinh sống của vô số các loài chim di cư.

## Khoáng sản
Theo thăm dò của chính phủ Nga, bán đảo Yamal là nơi có trữ lượng khí đốt nhiều nhất nước, dự kiến sẽ được khai thác độc quyền bởi cty Gazprom của Nga trong năm 2011 - 2012. Dự án khai thác khí đốt ở Yamal đã đặt tương lai của việc chăn thả tuần lọc vào một nguy cơ tuyệt diệt.

## Cơ sở hạ tầng
Một ước tính cho là dự trữ khí đốt ở đây đạt 55 nghìn tỷ m3, đây là nơi có dữ trữ khí đốt lớn nhất thế giới và dự án năng lượng lớn nhất của Nga trong lịch sử. Khu vực này phần lớn chưa phát triển, nhưng các công trình đang được tiến hành xây dựng với ba dự án hạ tầng lớn - đường sắt Obskaya-Bovanenkovo với chiều dài 572 km sẽ được hoàn thành vào năm 2011, ống dẫn khí, và một số cầu đường.

## Liên kết
- Ялмал, статья ЭСБЕ (tiếng Nga)
- Статья БСЭ Lưu trữ ngày 21 tháng 12 năm 2012 tại archive.todayGreat Soviet Encyclopedia (tiếng Nga)
- Yamal Culture Lưu trữ ngày 11 tháng 5 năm 2008 tại Wayback Machine (tiếng Anh)